# 赛鱼站
赛鱼站位于中华人民共和国山西省阳泉市矿区赛鱼街道，是中国铁路北京局集团阳泉车站管辖的四等站，建于1907年，车站现仅办理货运业务，是北京局集团的「西大门」车站。

## 接驳交通
下述阳泉公交线路经过该站周边：1路;1路区间 101路;106路;108路;109路;801路;803路;808路;808路支线;K1路;阳煤客运九线;阳煤客运六线;阳煤客运十线;阳煤客运四线;阳泉k1路;游1路;专线1路